# Joseph Emanuel Hilscher

Joseph Emanuel Hilscher, Lithographie von Johann Stadler

Joseph Emanuel Hilscher  (* 22. Jänner 1806 in Leitmeritz, Böhmen; † 2. November 1837 in Mailand) war ein österreichischer Dichter und Soldat.

## Leben
Joseph Emanuel Hilscher kam als Sohn eines aus Sachsen stammenden Militärprofoss in das Erziehungshaus in Kosmanos (Kosmonosy), dem er 1817/1818 nach Laibach folgte, und trat 1822 als Gemeiner Soldat in das Heer ein. Anfangs vom Kaplan des Orts gefördert, wurde ihm später die Förderung durch den Lehrer des Erziehungshauses, Friedrich Dahl und später durch den Dichter Franz von Hermansthal zugute.
Seine heitere, mitunter sarkastische Laune machte ihn bei seinen Kameraden beliebt, die ihn als Genie und Polyhistor verehrten. Um seinen Lieblingsdichter George Gordon Byron besser zu verstehen, lernte er Englisch, während er parallel dazu eifrig das Studium der Französischen und Italienischen Sprache betrieb.
Ab 1831 war er als Feldwebel im Kanzleidienst tätig. Nachdem er den Präparandenkursus absolviert hatte, wurde er Lehrer in demselben Erziehungshaus, in dem er bisher Schüler gewesen war, und blieb hier bis 1832, als er nach dem damaligen österreichischen Lombardo–Venetien versetzt wurde. Eine Frucht seiner Shakespeare-Studien waren die Dramen: Kaiser Albrechts Hund und Friedrich der Schöne, die beide in Laibach mit Beifall der Literaturkritik zur Aufführung kamen. Beide Manuskripte konnte auch Ludwig August Frankl nicht mehr aufspüren. Hilscher versuchte sich mehrfach selbst als Schauspieler und leitete Theateraufführungen. Darüber hinaus betätigte er sich als Übersetzer.
1832 erschütterte Hilscher der Suizid seines einstigen Förderers Dahl, der sich nach einer Degradierung wegen einer Insubordination mit einem mit Wasser geladenen Gewehr erschoss. Unglückliches, schwärmerisches Verliebtsein gegenüber Frauen, denen sich der äußerst introvertierte Hilscher nicht offenbaren mochte, sie aber in seinen Gedichten idealisierte, trübten seine Stimmung erheblich.
In Anerkennung seines Talents wurde er zum Kadetten ernannt; aber die Hoffnung, auch noch das Offizierspatent zu erlangen, ging nicht in Erfüllung. In der Zwischenzeit wurde sein Regiment nach Italien versetzt und Hilscher wegen seiner besonderen Fähigkeiten als Kanzlist und Furier beim Generalquartiermeisterstab sowie als Redakteur beim Deutschen Mailänder Echo angestellt.
Im September 1837 stand seine Entlassung aus dem aktiven Dienst bevor, aber Zukunftsperspektiven konnte sich Hilscher selbst nicht vorstellen, zumal er sich nicht als „Lohnsklave“ für kleinere Arbeiten in einer Zeitungsredaktion sah und eine weitere Existenz als Soldat konsequent ausschloss.
Er starb am 2. November 1837 in Mailand an den Folgen der Tuberkulose. In seinen Briefen beschrieb Hilscher, dass er die meiste Zeit in Italien mit „Leibes- und Gemüthkrankheit“ verbracht habe, kaum in der Lage, ein heiteres Gedicht zu verfassen. Bereits am folgenden Tag wurde er in der Begleitung von mehreren Militärpersonen auf dem Militärfriedhof San Giovannino vor der Porta Vercellina in Mailand bestattet.
Seine Dichtungen gab Ludwig August Frankl heraus. Dieser hatte ihn 1837 noch in Mailand kennengelernt, da ihm Hilscher durch einige in der Wiener Zeitschrift für Kunst, Literatur, Theater und Mode gelesenen Gedichte bekannt war. Frankl schilderte in seinem Vorwort Hilscher als verkanntes Literaturgenie, das von Anfang an vom Militärischen begraben worden sei. So sei es ihm zu Lebzeiten nie gelungen, einen Verleger zu finden. Noch in Wien erhielt Frankl einen Brief von Hilscher, wenige Monate später die Nachricht von seinem Tod. Durch Friedrich Withauer, der die Manuskripte aus dem Nachlass erwarb, kam Frankl, der im Übrigen 1804 als Geburtsjahr angibt, mit der Auflage der Herausgabe in den Besitz der Werke Hilschers.
Hilschers Begabung ruhte auf dem Grunde des Herzens und auf der Begeisterung für das Schöne und Erhabene. Seine Poesie ist eine vorwiegend ernste, oft von wahrhaft Byronschem Schwung. Die Gedichte ab 1832 zeigen den Einfluss von Heinrich Heines Buch der Lieder. Seine Dichtung beurteilte man als formvolle „schwermütige Lyrik, die aus bitter erlebter Zurücksetzung und Einsamkeit erwuchs.“
In Der bayerische Volksfreund wählte man in dem Nachruf eine ambivalente Charakterisierung: „Dieser Hilscher ist wohl eine der merkwürdigsten poetischen Abnormitäten unserer Zeit. Man denke sich einen gemeinen österreichischen Soldaten, der in kalten Winternächten, während er Wache steht, den Byron ricitirt und Strophe für Strophe in die schönsten Verse übersetzt, die sie die Gedanken eines fremdländischen Dichters in deutscher Zunge wiedergeben.“
Hilschers Byron-Übersetzungen wurde überraschenderweise bereits 1840 im The New Yorker positiv zur Kenntnis genommen.

## Ehrungen

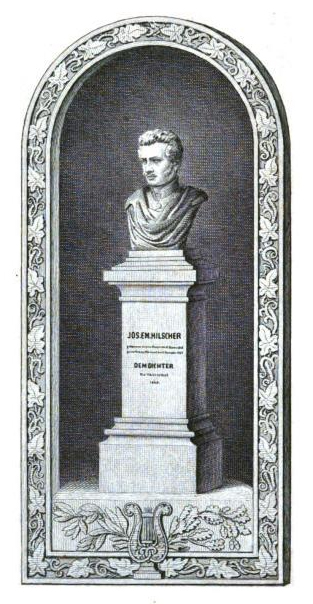
Das Hilscher-Denkmal in Leitmeritz

Auf Initiative des Obmanns des Leitmeritzer Schiller-Vereins Friedrich Ergert gründete sich 1861 ein Komitee von 17 Bürgern, das die Errichtung eines Hilscher-Denkmals beschloss. Die Finanzierung unterstützte Ludwig August Frankl durch die Herausgabe von Hilschers Originale und Übersetzungen (1. Auflage). Das Denkmal wurde unter Aufsicht des Vorsitzenden des Komitees, Dr. med. Lauda aus Leitmeritz, am Geburtshaus Hilschers errichtet und am 3. Juni 1863 feierlich enthüllt.
Anlässlich der Enthüllung des Denkmals wurde zudem eine Gedenkmünze geprägt.

## Werke
- Byrons hebräische Gesänge. 1833.
- Joseph Emanuel Hilschers Dichtungen. Originale und Übersetzungen aus Byron, Moore, Goldsmith und anderen. Herausgegeben von Ludwig August Frankl mit einem biographischen Vorworte. Gustav Heckenast, Pesth 1840 (2. Auflage. 1863).[10]
- Gedichte. Herausgegeben von A. Schams. 3. Auflage. 1906.